# شهید دادمحمد خواستگاری
شهید دادمحمد خواستگاری، روستایی در دهستان قلعه‌گنج بخش مرکزی شهرستان قلعه‌گنج در استان کرمان ایران است.

## جمعیت
بر پایه سرشماری عمومی نفوس و مسکن در سال ۱۳۹۵، جمعیت این روستا برابر با ۳۳۶ نفر (۹۳ خانوار) بوده‌است.